# An Trung, Kông Chro
An Trung là một xã thuộc huyện Kông Chro, tỉnh Gia Lai, Việt Nam.
Xã An Trung có diện tích 87,84 km², dân số năm 1999 là 2.324 người, mật độ dân số đạt 26 người/km².